# Мізітова Аділя Абдулівна
Аділя Абдулівна Мізітова (нар. 22 березня 1949, Харків) — українська музикознавиця, педагогиня. Кандидат мистецтвознавства (1988), доцент (1991). Членкиня Національної всеукраїнської музичної спілки та Міжнародної Асоціації «Edison Denisov Society Paris».

## Біографія
Аділя Мізітова народилася 22 березня 1949 року у Харкові. Навчалася у Харківській середній спеціалізованій музичній школі-інтернаті. Вищу музичну освіту здобула у Харківському інституті мистецтв у 1972 (клас П. Шокальського). Відтоді працювала викладачкою дитячої музичної школи міста Золочів Харківської області. Упродовж 1976—1981 років обіймала посаду викладачки кафедри теорії музики і фортепіано Харківського державного інституту культури.
У 1981 році почала працювати викладачкою кафедри історії музики у Харківському університеті мистецтв.
У 1986 була зарахована як здобувачка на кафедру теорії музики Московської консерваторії. 1988 року захистила кандидатську дисертацію «Переоцінка цінностей як фактор музично-історичного процесу (на прикладі симфонії ХХ століття)». (наукова керівниця — проф. Г. В. Григор'єва).
Від 1989 року обіймала посаду доцента, від 1994 року на посаді професора кафедри історії музики ХНУМ імені І. П. Котляревського. Керівниця комплексних наукових тем кафедри історії музики (з 2006). Упродовж 2005—2009 років входила до складу Вченої Ради із захисту кандидатських дисертацій.
Науковиця входила до редакційних колегій наукових видань («Аспекти історичного музикознавства», «Актуальні  проблеми музичного і театрального мистецтва: мистецтвознавство, педагогіка та виконавство» та ін.). Як музикознавиця-експертка брала участь в мультимедійній програмі О. Муратова «Харків — генератор ідей» (2002—2003). Підготувала більше  60 випускників-музикознавців та магістрів-виконавців різних музичних спеціальностей, серед яких — лауреати та дипломанти студентських наукових конкурсів, кандидати мистецтвознавства (С. Г. Анфілова, К. В. Підпорінова, О. В. Чередниченко, О. В. Михайлова, Ю. Б. Коваленко, В. О. Метлушко).
Авторка наукових досліджень з питань оперної драматургії, розвитку жанрів симфонії та концерту, творчості українських та  іноземних композиторів минулого та сучасності, у тому числі низки музично-критичних статей, присвячених фестивалю класичної музики «Харківські Асамблеї».

## Основні публікації
- Інструментальний концерт 80-х років: деякі тенденції розвитку жанру (на прикладі творів композиторів харківської школи) / І. Л. Іванова, А. А. Мізітова // Музична Харківщина: зб. наук. пр. колективу авт. Харків. ін-ту мистецтв ім. І. П. Котляревського / упоряд. Калашник П. П., Очеретовська Н. Л. Харків, 1992. С. 50-61.

- Барокові риси в інструментальних концертах Е. Денисова // Актуальні проблеми музичного і театрального мистецтва: мистецтвознавство, педагогіка та виконавство: матеріали міжвуз. наук.-метод. конф. проф.-викл. складу (м. Харків, 25–26 грудня 2000 р.). Харків, 2000. С. 37–43.
- Класична музична література ХVII — першої половини ХІХ ст. : [навч. посіб.] / І. Іванова, А. Мізітова, Н. Некрасова. Київ, 2003. 306 с.
- Анатолій Васильович Калабухін / [авт.-упоряд.: А. А. Мізітова, О. С. Садовнікова, В. О. Супрун] ; Харків. нац. ун-т мистецтв ім. І. П. Котляревського. Харків: Регіон-інформ, 2003. 48, [2] с.
- Сюжет у сюжеті: «Аріадна на Наксосі» Ріхарда Штрауса на Зальцбурзькому фестивалі 2012 року // Часопис Національної музичної академії України імені П. І. Чайковського. Київ. 2014. № 3 (24). С. 20–27.

- Західноєвропейська музика ХІХ–ХХ століть (перша половина ХІХ століття): навч. посіб. для інозем. студ. виконавських ф-тів ВНЗ ІІІ–ІV рівнів акредитації. Ч. 2. Харків, 2020. 113 с.
- Advertising as a Mirror of Musical Culture. International scientific innovations in human life. Proceedings of the 11th International scientific and practical conference. Cognum Publishing House. Manchester, United Kingdom. 2022. Pp. 525—534.
- Сюжет абата Прево в опері Д. Обера — Е. Скріба. International scientific innovations in human life. Proceedings of the 12th International scientific and practical conference. Cognum Publishing House. Manchester, United Kingdom. 2022. Pp. 630—640.